# État présent de la noblesse belge
L'État présent de la noblesse belge est un annuaire généalogique de la noblesse belge, régulièrement mis à jour. Cette édition est une initiative privée, et ne représente pas une liste officielle d'État.

## Cinq séries successives

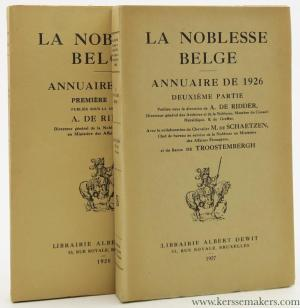
La noblesse belge. Annuaire de 1926.

La publication est un successeur de l'Annuaire de la noblesse belge qui fut publié au format in 12°, depuis 1847 jusqu'en 1950.
L'État présent a vu le jour en 1960 sous le titre État présent de la Noblesse du royaume de Belgique, converti en État présent de la Noblesse belge, et a paru jusqu'en 2014 au rythme de deux volumes par an. Plusieurs séries ont paru, chacune constituant un cycle alphabétique, de A à Z, conclu par un index alphabétique général de l'ensemble des noms cités dans tous les volumes de la série. 
Dès le départ, le parti a été pris de ne se fier qu'aux données de l'état-civil, sans tenir compte des données éventuellement avancées par les familles.
Les données généalogiques sur chaque famille sont précédées d'une brève notice avec description des armes, figuration gravée du blason, historique de l'accession à l'état noble et bibliographie.
Les cinq séries sont :
- Première série de 1960 à 1970 (22 volumes) ;
- Deuxième série de 1971 à 1983 (26 volumes) ;
- Troisième série de 1984 à 2002 (36 volumes). Cette série contient, en plus des autres, des notices consacrées aux familles éteintes entre 1815, année du rétablissement de la Noblesse belge, et 1960. Elle est donc la plus étendue [2].
- Quatrième série de 2003 à 2015 (26 volumes). Dans cette quatrième série les familles éteintes ne sont plus mentionnées que par leur nom. Les informations anciennes sur les familles sont, d'autre part, données plus succinctement et en caractères de taille réduite.
- Cinquième série, depuis 2017. Le premier volume de cette cinquième série est paru en 2017 jusqu'au huitième en 2024, la parution se faisant désormais à raison d'un volume par an. Un plus grand nombre de familles est étudié dans chaque volume dont la pagination est augmentée par rapport aux séries précédentes [3].

### Les auteurs
- La première série fut l'œuvre d'un groupe informel d'amis. Les fondateurs de l’État présent étaient en 1960, outre Oscar Coomans : José Anne de Molina, Xavier de Ghellinck Vaernewyck, Georges de Hemptinne et Michel de Kerchove de Denterghem. Dès 1971 fut créée une a.s.b.l. Collection État Présent, établie à Bruxelles [4].

- L'auteur principal des trois premières séries et donc des volumes publiés de 1960 à 2003 fut Oscar Coomans de Brachène.

- Dans les volumes publiés de 2004 à 2015 (la quatrième série, à l'exception du premier volume de celle-ci), le principal auteur fut le comte Humbert de Marnix de Sainte Aldegonde, assisté en particulier par Georges de Hemptinne et Véronique de Goussencourt (°1947). Le Comte Humbert de Marnix de Sainte Aldegonde (Bruxelles, 5 août 1945) est ingénieur et habite le château de Marnix à Overijse, où il a été conseiller communal. Il a épousé la comtesse Isabelle d'Oultremont de Wégimont et de Warfusée (°1951), dont deux fils et deux filles.

- Les volumes de la cinquième série, parus depuis 2017, sont l'œuvre de Bertrand Maus de Rolley, du Baron Jean-Claude de Troostembergh et, pour les trois premiers volumes, du prince Charles-Louis de Mérode, aidés par quelques collaborateurs.

#### Ouvrages étrangers similaires
- Nederland's Adelsboek

et, dans une moindre mesure :
- Debrett's Peerage
- Burke's Peerage
- Genealogisches Handbuch des Adels
- Annuario della Nobilità Italiana
- Libro d'Oro della Nobilità Italiana
- Almanach de Gotha
- Etat de la Noblesse française subsistante